# گرد بونک
گرد بونک (آلمانی: Gerd Bonk; ۲۶ اوت ۱۹۵۱ – ۲۰ اکتبر ۲۰۱۴) وزنه‌بردار اهل آلمان بود.
وی در مسابقات کشوری و بین‌المللی در مجموع برندهٔ ۱ مدال طلا، ۳ مدال نقره، ۴ مدال برنز شده‌است.